# River Canari
River Canari är ett vattendrag i Dominica.   Det ligger i parishen Saint George, i den södra delen av landet, 2 km söder om huvudstaden Roseau.